# Rdečerjava mlečnica
Rdečerjava mlečnica (znanstveno ime Lactarius rufus) je gliva iz rodu mlečnic (Lactarius).

## Značilnosti
Rdečerjava mlečnica je srednje velika goba, ki je sprva nekoliko stožčasta, razprta pa je na temenu grbasta. Rjavo rdeč klobuk gobe ima premer od 3-10 cm. Po zgornji strani je nesvetleč in ni nikoli sluzast, starejši primerki imajo dvignjen rob.
Lističi so slonokoščene barve, gosti in neenako dolgi. So pripeti in potekajo nekoliko po betu navzdol. Stari lističi porjavijo.
Bet gobe je valjast, sprva poln, kasneje pa postane votel. Visok je od 3-8 cm in ima premer od 0,5 do 1,5 cm. Na spodnji strani je bet običajno temnejše barve.
Meso gobe je belo do rdečkasto, močno obarvano v dnišču beta. Tekstura mesa je precej trda, mleček neprijetnega vonja pa je bele barve in pekočega okusa.

## Razširjenost in življenjski prostor
Rdečerjava mlečnica je razširjena po Evropi in Severni Ameriki. Pogosto raste pod iglavci, predvsem v višje ležečih vlažnih smrekovih gozdovih. Je razmeroma pogosta goba, ki uspeva od poletja do pozne jeseni.

## Mikroskopske značilnosti
Trosni odtis je bele barve. Trosi so kroglasti do elipsasti z ornamenti sestavljenimi iz bradavic in grebenov povezanih v skoraj popolno mrežo in visokimi do 0,7μm. Trosi merijo 6,8–9,5 x 5,3–7,4 μm.

## Podobne vrste
- kafrna mlečnica (Lactarius camphoratus) je milega okusa in diši po kafri
- hrastova mlečnica (Lactarius quietus) ima svetlo rumen mleček in ima mil ali pa samo blago pekoč okus
- kostanjasta mlečnica (Lactarius badiosanguineus) ima kostanjasto rjav klobuk
- sladkasta mlečnica (Lactarius subdulcis) raste pod listavci in nima pekočega mlečka
- sočni mlečnik (Lactifluus volemus) ima žametasto površino klobuka

## Uporabnost
Rdečerjava mlečnica je pogojno užitna goba, ki lahko povzroči gastrointestinalni sindrom. Prekuhana in v manjših količinah ni škodljiva, vendar ni preveč okusna.

## Galerija slik
- ilustracija
- stranski pogled
- izločanje mlečka na prerezu
- trosi